# Calçado

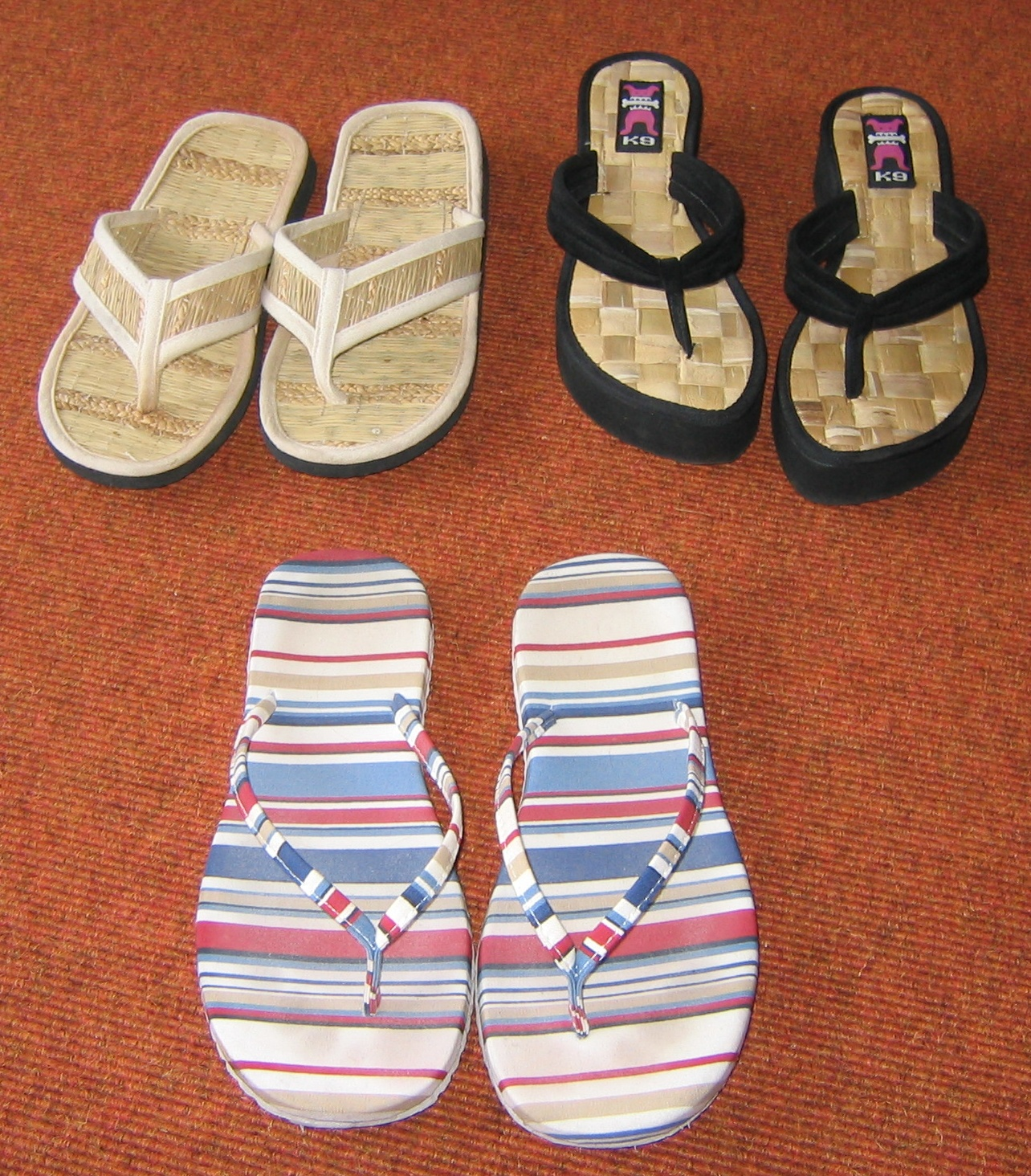
Modelos variados de chinelos

Calçado é uma peça do vestuário, um acessório com a função primária de proteger os pés do meio ambiente. Há uma grande variedade de calçados, que são classificados por sua utilização e formato. Em alguns casos, usam-se meias juntamente com os calçados, tanto para a proteção como para o conforto dos pés. Dependendo da cultura e época, há diferenciações nos calçados utilizados por homens e mulheres.
Conjuntamente com o resto da indumentária, pode ser utilizado como forma de distinção social, demonstrando a riqueza ou posicionamento político de uma pessoa, sendo que alguns poucos modelos são adornados com pedras preciosas. Na sociedade moderna, o design (projeto) final é ditado pela indústria da moda.

## Produção Mundial
| 1. | China     | 11.110 |
| 2. | Índia     | 2.790  |
| 3. | Vietname  | 971    |
| 4. | Brasil    | 899    |
| 5. | Indonésia |        |
|    | Mundo     | 21.400 |

| 1. | China          | 3.200  |
| 2. | Índia          | 2.680  |
| 3. | Estados Unidos | 2.340  |
| 4. | Brasil         | 796    |
|    | Mundo          | 19.600 |

| 1. | China     | 8.000 |
| 2. | Vietname  | 654   |
| 3. | Indonésia | 387   |
| 4. | Alemanha  | 252   |
| 11 | Brasil    | 126   |

## Galeria de tipos de calçados

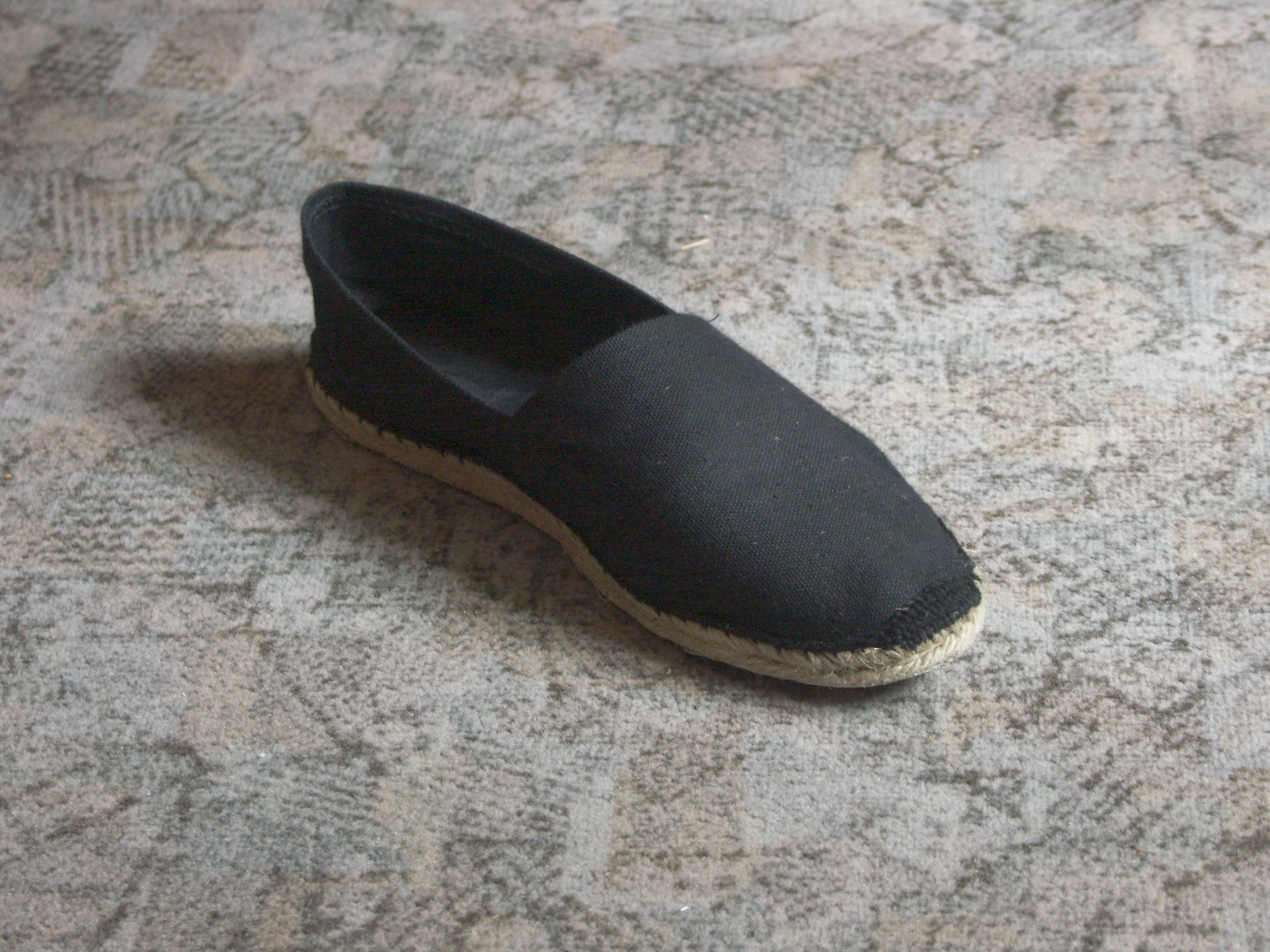
Alpargata
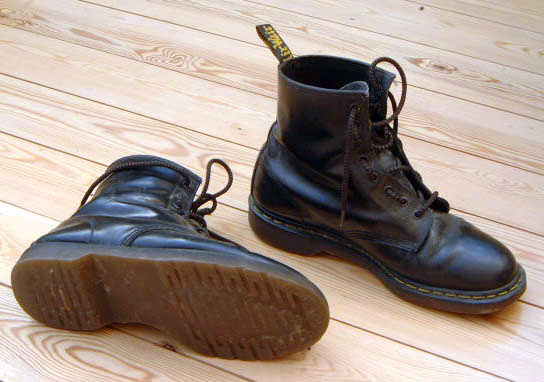
Bota
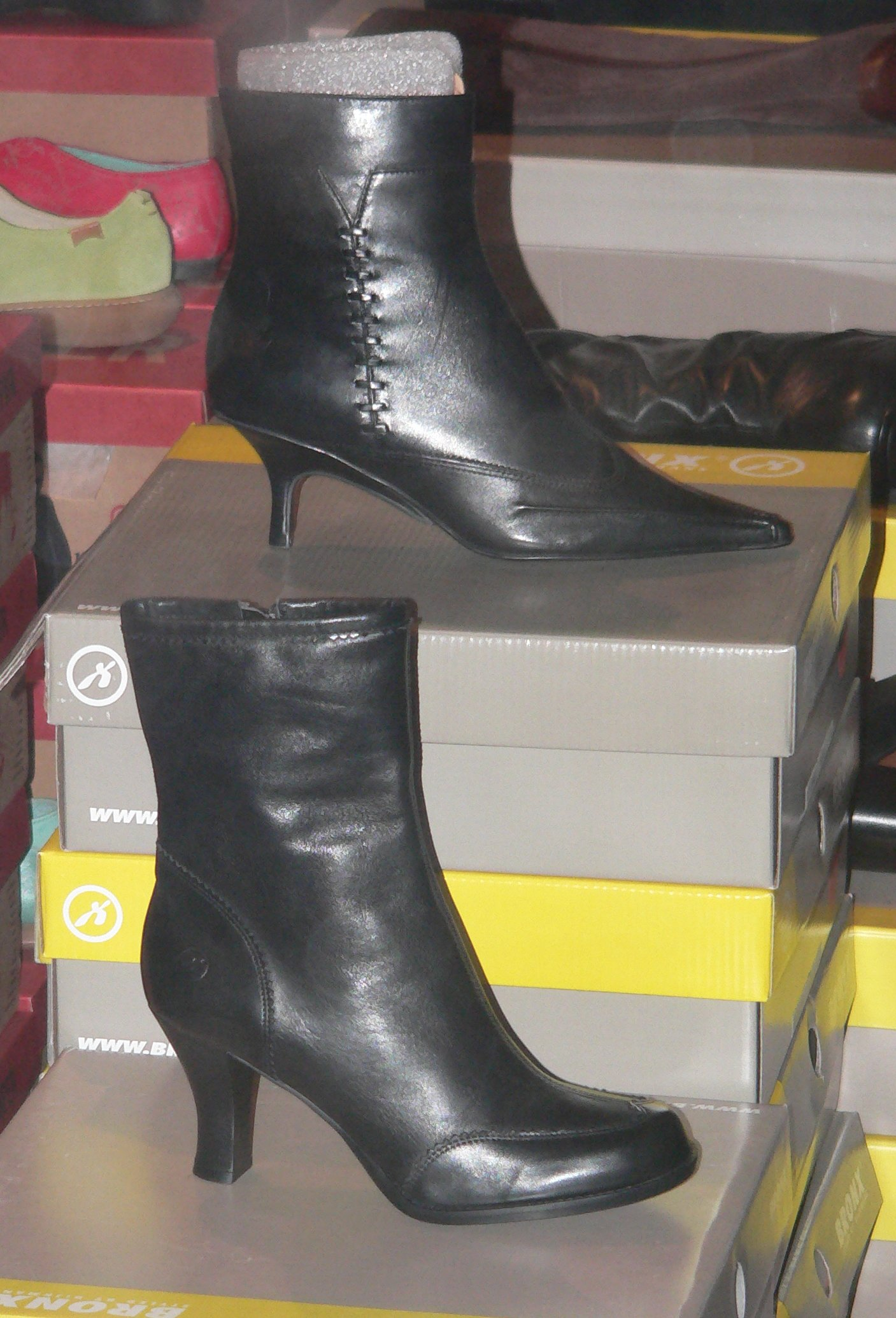
Bota feminina
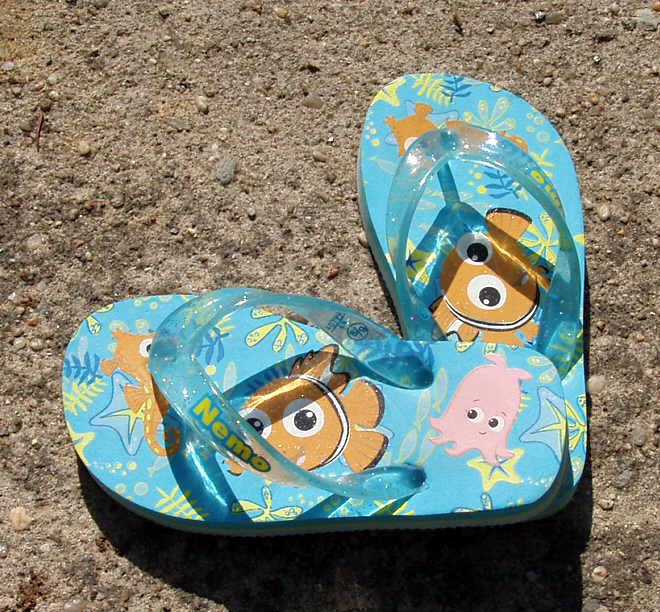
Chinelo
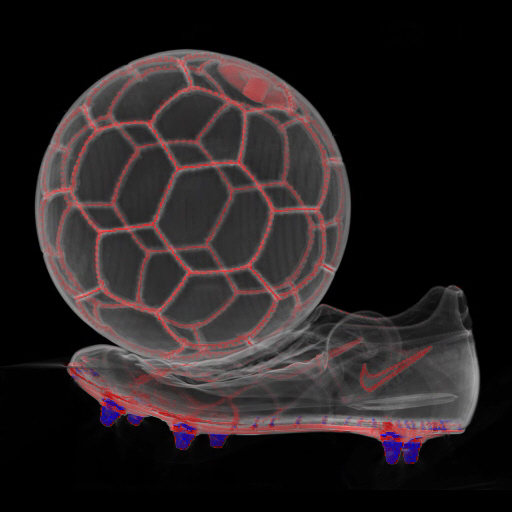
Chuteira
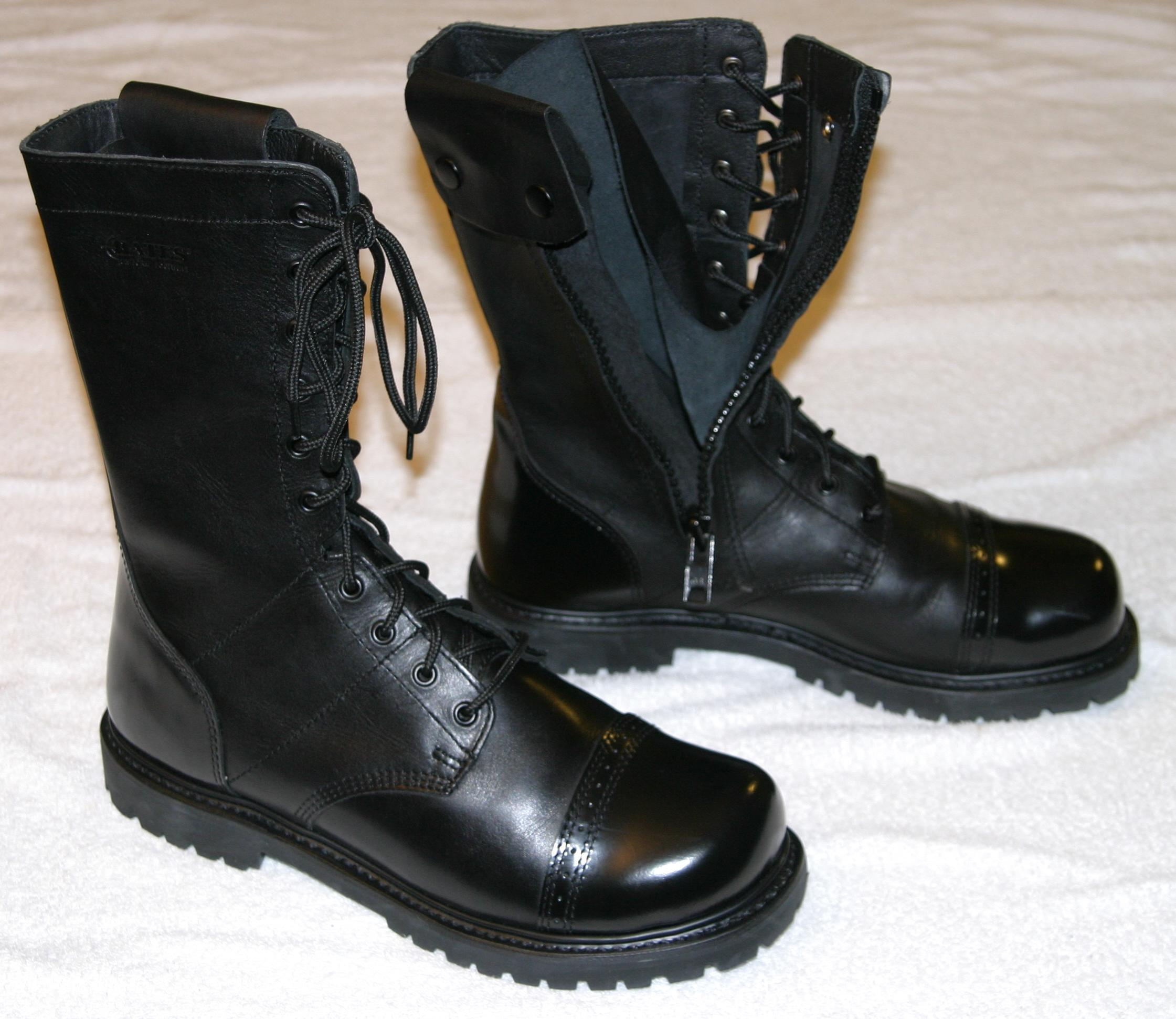
Coturno
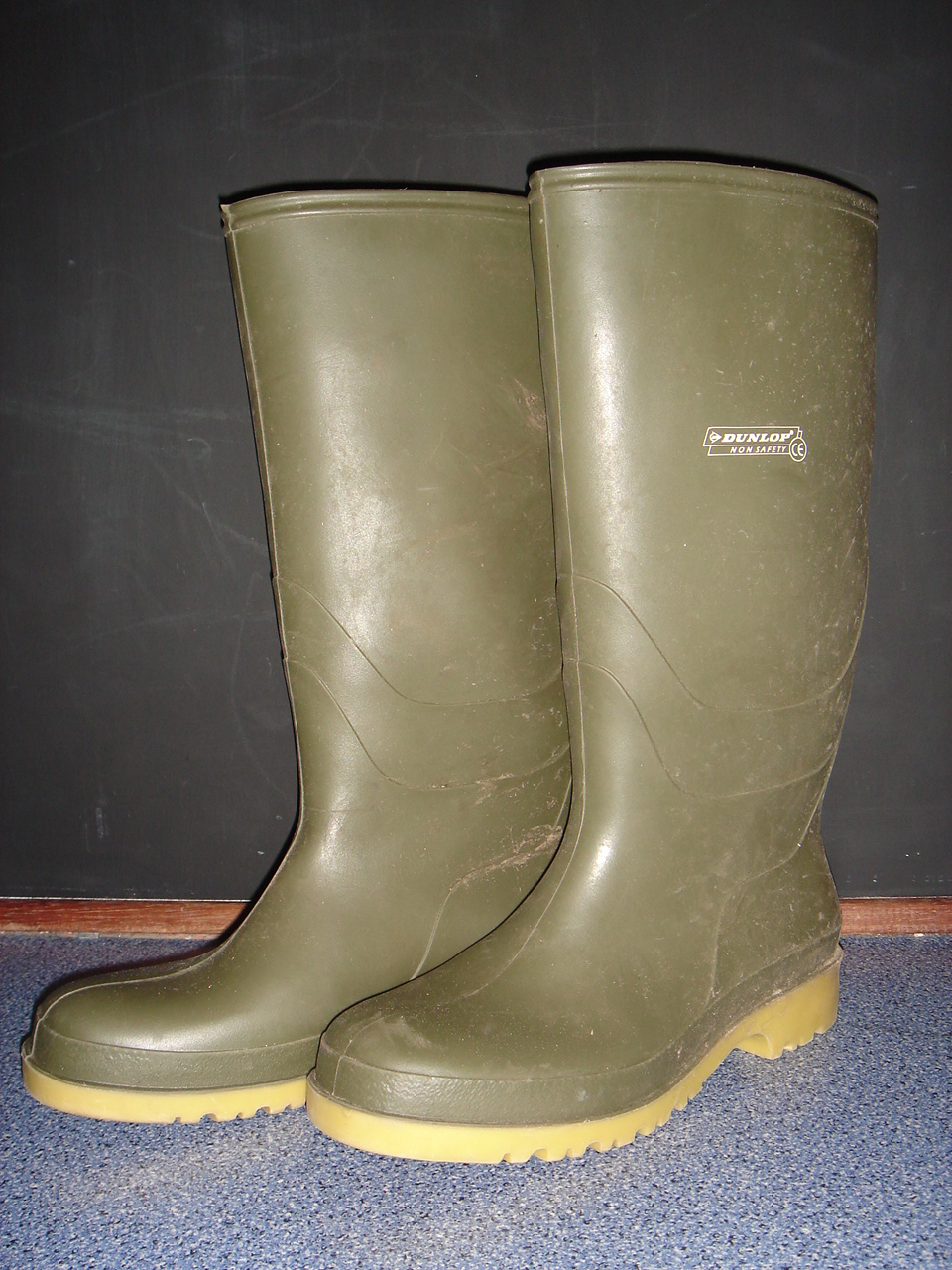
Galocha
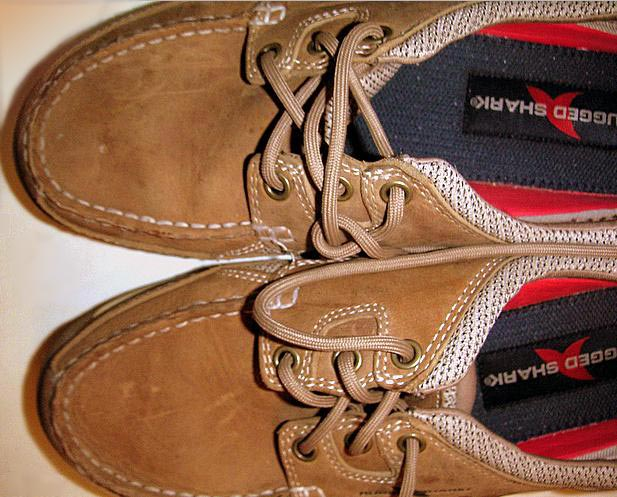
Mocassim
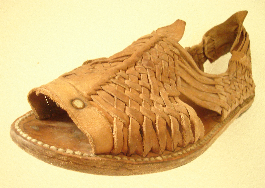
Sandália masculina
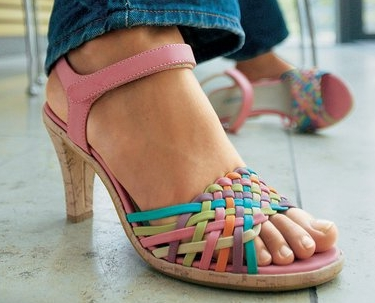
Sandália feminina
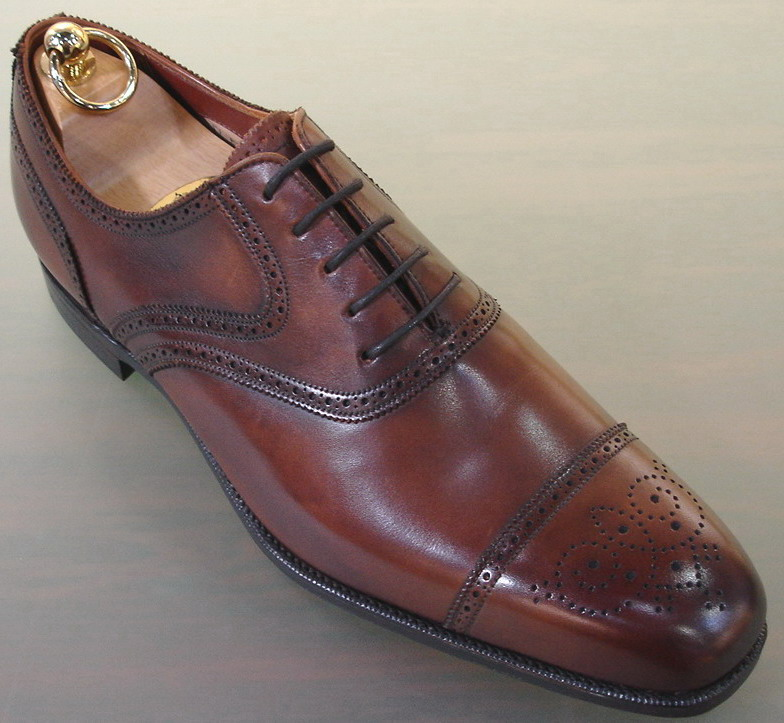
Sapato masculino
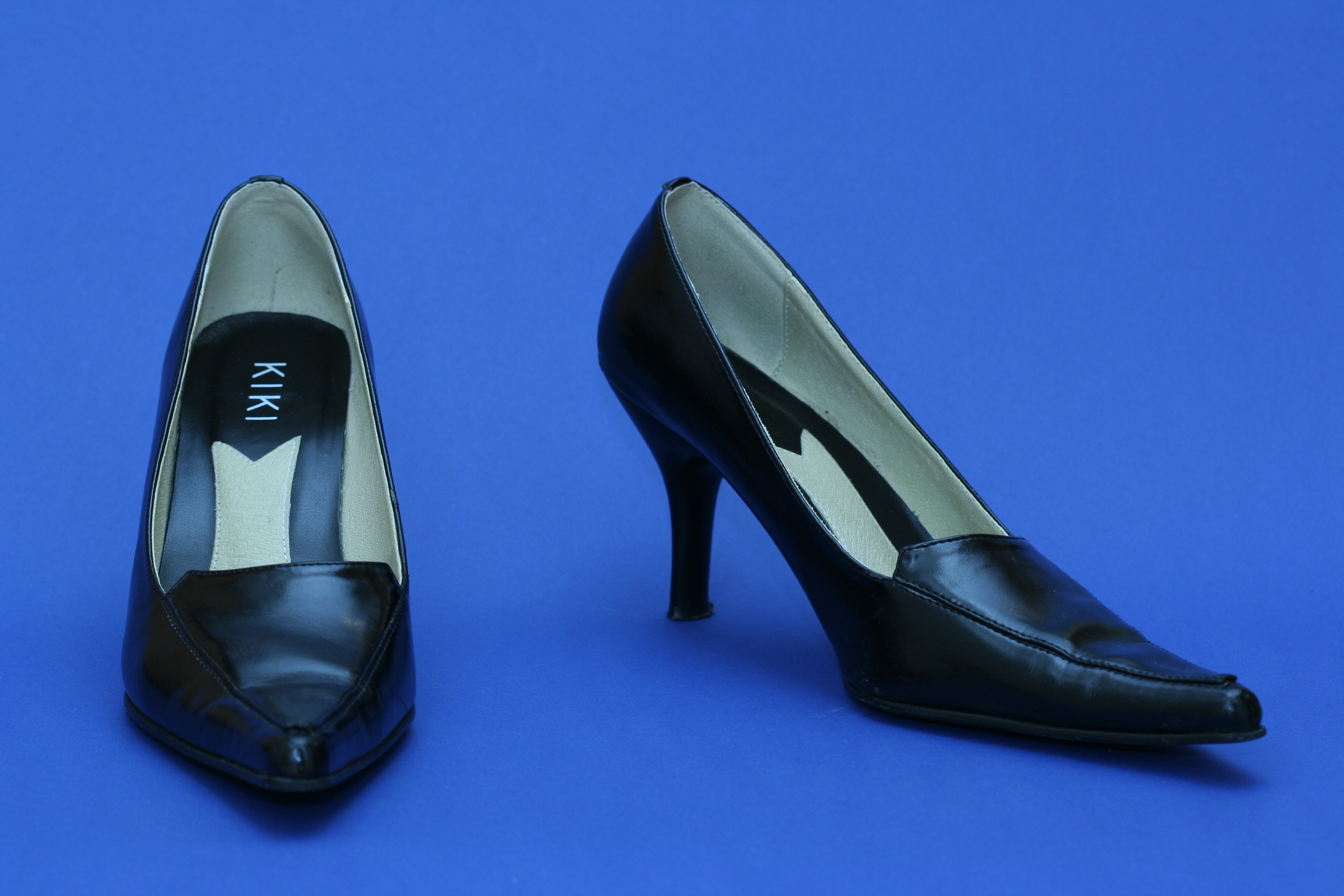
Sapato feminino
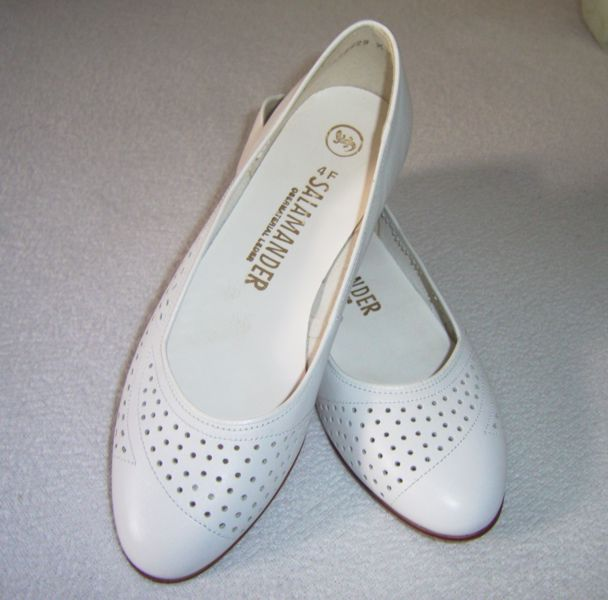
Sapatilha
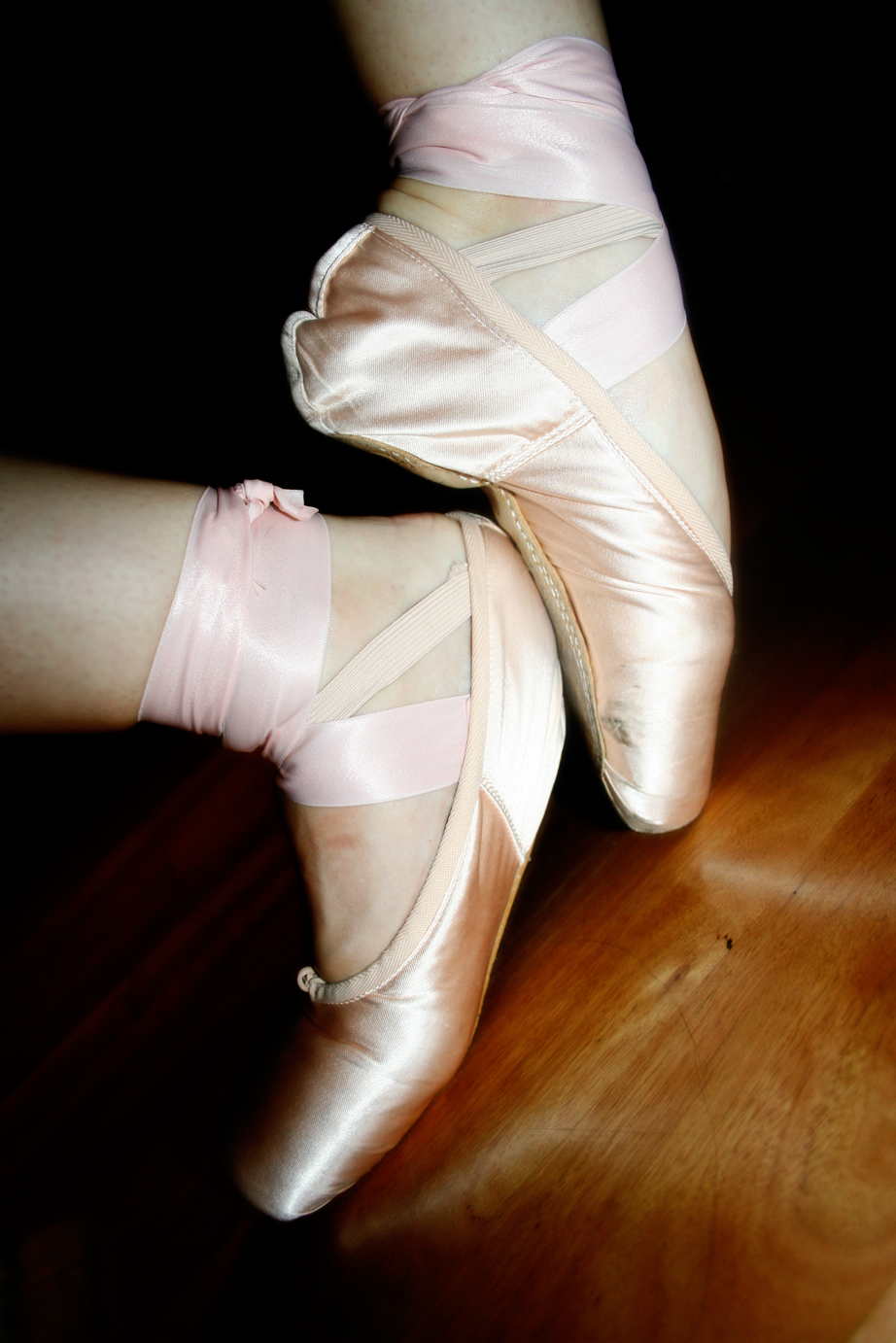
Sapatilha de balé
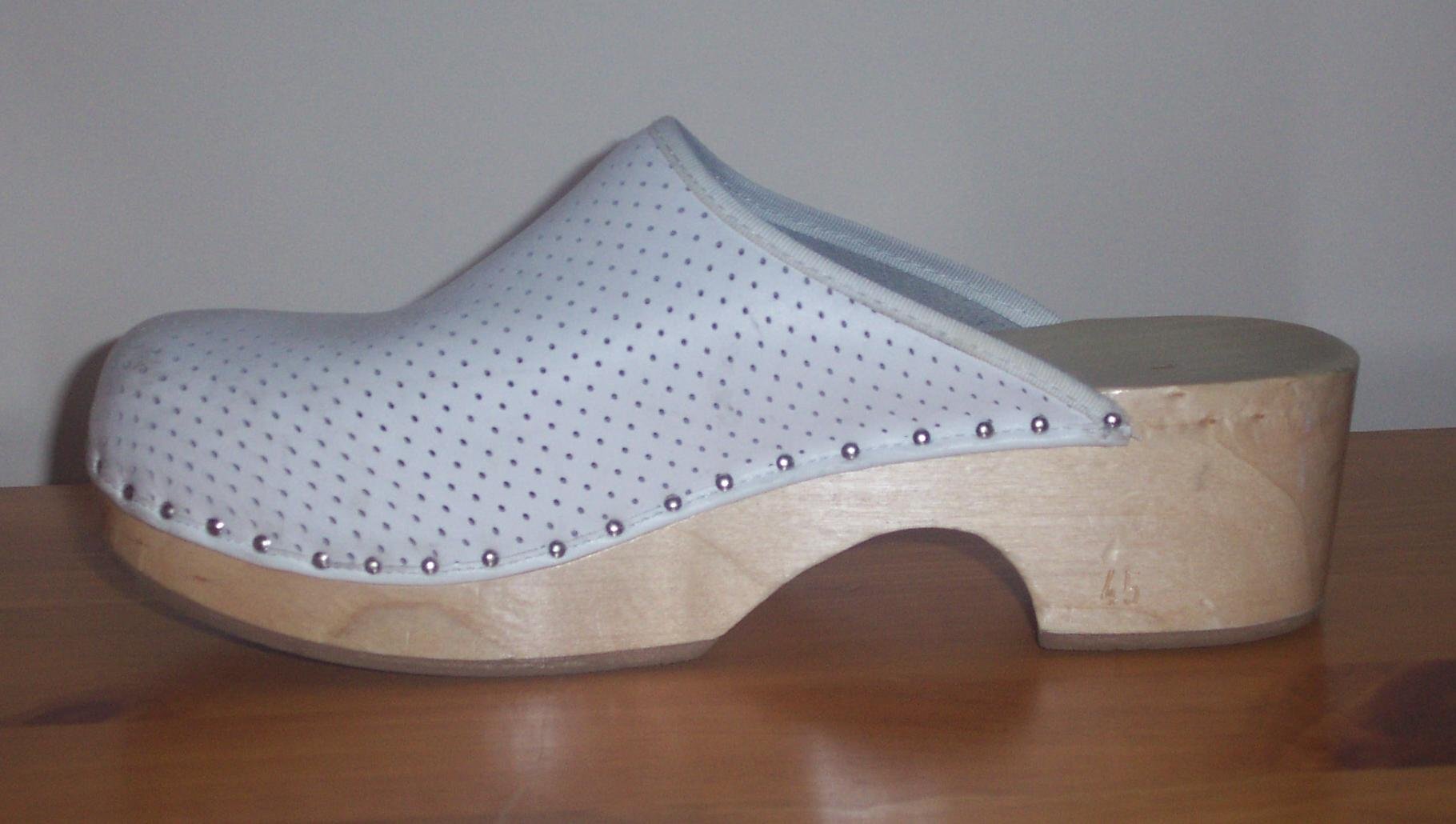
Tamanco